# La Vie après l'amour
Cet article possède des paronymes, voir La Vie après la mort et Vie après la mort.
Pour plus de détails, voir Fiche technique et Distribution.
La Vie après l'amour est un film québécois réalisé par Gabriel Pelletier et sorti en 2000. Le film met en vedette Michel Côté et Sylvie Léonard.

## Synopsis
Après vingt ans de mariage, Sophie décide de quitter son mari Gilles pour aller rejoindre son amant. Gilles entre dans une dépression profonde qui lui fait commettre des actes de plus en plus désespérés.

## Fiche technique
Sources : IMDb et Films du Québec
- Titre original : La Vie après l'amour
- Réalisation : Gabriel Pelletier
- Scénario : Ken Scott
- Musique : Benoît Charest
- Direction artistique : Serge Bureau
- Costumes : Denis Sperdouklis
- Maquillage : Christiane Fattori
- Coiffure : Manon Joly
- Photographie : Éric Cayla
- Son : Yvon Benoît, Mathieu Beaudin, Hans Peter Strobl
- Montage : Alain Baril
- Production : Roger Frappier, Luc Vandal
- Société de production : Max Films
- Sociétés de distribution : Alliance Atlantis Vivafilm
- Budget : 3,5 millions $ CA
- Pays de production :  Canada
- Langue originale : français
- Format : couleur
- Genre : comédie
- Durée : 104 minutes
- Dates de sortie :
  - Canada : 
    - 26 juin 2000 (première au cinéma des Galeries St-Hyacinthe à Saint-Hyacinthe)[3]
    - 7 juillet 2000 (sortie en salle au Québec)
    - 26 février 2002 (DVD)
- Classification :
  - Québec : Visa général[4]

## Distribution
- Michel Côté : Gilles Gervais
- Sylvie Léonard : Sophie Lavergne
- Norman Helms : Robert Florent, dentiste, associé et ami de Gilles
- Yves Jacques : Dr Bilodeau, le psychologue
- Patrick Huard : Sunsey
- Denis Mercier : Philippe Paradis
- Guylaine Tremblay : Sophie Taillon
- Pierre-Luc Brillant : Patrick Gervais, fils de Gilles et Sophie
- Dominique Lévesque : le curé Trépanier
- Ken Scott : vendeur de drogue
- Stéphane E. Roy : ambulancier
- Martin Petit : ambulancier
- Jean-Pierre Chartrand : le juge de paix
- Yan England : Bob Miron, ami de Patrick
- Sylvie Potvin : Chantal Larivée, réceptionniste congédiée
- Louise Bombardier : Nicole Facto
- Marthe Choquette : Mme Dutoit
- Michel Laperrière : pharmacien
- Amulette Garneau : Mme Normandeau, co-chambreuse à l'hôpital
- Paul Dion : gardien de prison

## Récompenses et nominations
- Billet d'or en 2001 aux Prix Jutra
- Prix du public en 2000 à Comédia